# Gyirmót SE
Der Gyirmót SE ist ein ungarischer Fußballverein. Gyirmót ist ein Vorort, etwa neun Kilometer südwestlich der Innenstadt von Győr gelegen. Der Verein wurde 1993 gegründet.
In der Saison 2008/09 wurde der erste Platz in der Gruppe West der zweiten ungarischen Liga, der Nemzeti Bajnokság II, erreicht. Der Aufstieg in die Nemzeti Bajnokság I erfolgte zur Saison 2016/17. Nach nur einer Saison stieg die Mannschaft jedoch ab. In der Saison 2020/21 gelang die Rückkehr in die höchste Spielklasse.
Die Zweitliga-Mannschaft des Gyirmót SE hat etliche Spieler im Kader, die bereits für den "großen" Győri ETO FC in der ersten Liga des Landes gespielt haben, zum Beispiel Attila Baumgartner, Levente Molnár, Márton Oross, László Nagy oder Gábor Varga. Trainiert wird der Klub von Péter Hannich, einem ehemaligen Nationalspieler und WM-Teilnehmer von 1986.

## Trainer
- József Kiprich (2008–2011)